# Haushälterin
Eine Haushälterin ist eine Frau, die in einem Haushalt Hausarbeiten gegen Entlohnung erledigt. Dazu zählt unter anderem Kinderbetreuung, Essenszubereitung, Putzen oder Wäschewaschen.
Der Ursprung des Berufes ist mit der Sesshaftwerdung des Menschen verbunden. Seit dem Beginn schriftlicher Aufzeichnungen finden sich Belege für Bedienstete im Haushalt.
Das männliche Pendant ist der (Haus-)Diener. Jedoch waren die Tätigkeiten im Haushalt über Jahrtausende hinweg eine weibliche Domäne und insbesondere Kinderbetreuung und Reinigung kein originär männliches Aufgabenfeld. Bis heute wird der Beruf vorwiegend von Frauen ausgeübt.
Die Aufweichung der gesellschaftlich vermittelten Arbeitsteilung, die den Frauen vormals die alleinige Verantwortung für den Haushalt zuwies, ist historisch betrachtet ein sehr junges Phänomen. Bis weit ins 20. Jahrhundert hinein war es auch im westlichen Kulturkreis gang und gäbe, dass Männer, zumal wenn sie nicht den untersten sozialen Schichten angehörten, in Dingen der Haushaltsführung keinerlei Kenntnisse hatten. Deshalb war ein unverheirateter oder verwitweter Mann nahezu zwangsläufig auf eine Haushälterin angewiesen. Katholische Pfarrer überließen die Haushaltsführung meist einer Verwandten, oft einer Schwester oder Nichte.
Je nach Größe des Haushalts umfasste die Tätigkeit der Haushälterin neben dem Putzen, Waschen und Kochen auch die Einstellung, Anweisung und Entlohnung weiterer Angestellter, die Betreuung von Gästen, die Organisation von Festen u. dgl. Mitunter war das Aufgabenfeld so umfangreich, dass sie ausschließlich als Leiterin des Haushalts auftrat und nur mehr delegierende und überwachende Funktion übernahm.
Insbesondere in wohlhabenden Haushalten war das für gewöhnlich eine sehr verantwortungsvolle Tätigkeit, die von der Haushälterin Gewissenhaftigkeit und Diskretion und vom Arbeitgeber Vertrauen verlangte. Der Dienst in den auf Repräsentation ausgerichteten Haushalten wohlhabender Schichten erforderte überdies ein gewandtes Auftreten in Übereinstimmung mit der Etikette.
Die Haushälterin lebte häufig auch im Haushalt ihres Arbeitgebers oder hatte zumindest eine Wohnung auf dessen Anwesen, wohingegen die Zugehfrau andernorts wohnte und von dort aus „zur Arbeit ging“.
Infolge gesellschaftlicher Veränderungen und technischer Innovationen wie der Waschmaschine und der Spülmaschine wird der traditionelle Beruf der Haushälterin zusehends seltener.

## Bekannte Haushälterinnen
- Helena Demuth (1820–1890), Haushälterin von Jenny und Karl Marx